# Mørkved (przystanek kolejowy)
Mørkved – kolejowy przystanek osobowy w Mørkved, w regionie Nordland w Norwegii, jest oddalony od Trondheim o 720,72 km. 

## Ruch dalekobieżny
Leży na linii Nordlandsbanen. Obsługuje północną i środkową część kraju. Stacja przyjmuje dziesięć par połączeń do Rognan z czego sześć par dziennie do Mosjøen i trzy do Trondheim.

## Obsługa pasażerów
Wiata, parking na 10 miejsc, parking dla rowerów, przystanek autobusowy. Odprawa podróżnych odbywa się w pociągu.